# Ferdinando Cordova
Ferdinando Cordova (Reggio Calabria, 10 aprile 1938 – Grottaferrata, 11 luglio 2011) è stato uno storico italiano.

## Biografia
Negli anni Cinquanta fu un brillante studente del prestigioso Liceo-Ginnasio "Tommaso Campanella". Tra i suoi docenti vi era il Prof. Domenico De Giorgio (docente universitario, storico, fondatore e direttore del periodico L'Azione e della Rivista di Cultura Historica), che per un triennio fu suo insegnante di "Storia e filosofia". Un incontro molto importante per la formazione del già bravo studente liceale. Infatti - come lo stesso Cordova scrisse sul fascicolo n. 2/2003 di Historica - durante "l'ultimo anno di liceo... De Giorgio"  gli propose di aiutarlo "nella redazione di Historica ".
Questa collaborazione si rivelò decisiva per il suo futuro professionale, poiché indusse il giovane ad interessarsi "ad alcuni temi di storia locale". Argomenti che sarebbero poi serviti a fargli prendere confidenza e dimestichezza con gli strumenti della ricerca storica. Fu così che incominciò a scrivere i primi lavori, che puntualmente furono pubblicati su Historica. Ciò contribuì, nel breve periodo, a farsi conoscere ed apprezzare, soprattutto nel mondo accademico. Tant'è che fu nominato "assistente volontario" per la cattedra di "Storia del Risorgimento", di cui era titolare il Prof. De Giorgio, presso l'Università di Messina. Una collaborazione, fatta di esami e seminari, che durò appena un lustro.
A fine anni sessanta Cordova si
trasferisce presso la Facoltà di Magistero dell'Università di Salerno ove, in
qualità di Assistente Ordinario, insegnerà storia dei partiti e dei movimenti
politici. Resterà a Salerno per circa un ventennio e a  questo periodo risalgono l'incontro e la
collaborazione con  Gabriele De Rosa e
Renzo De Felice. Dal novembre de 1987, fino all'andata in pensione insegnerà
presso L'Università degli Studi Roma “La Sapienza”, in qualità di Titolare di
cattedra di Storia contemporanea presso la facoltà di Lettere e Filosofia. I
temi da lui affrontati nel corso della sua lunga attività di studioso sono
tutti riconducibili alla formazione e allo sviluppo delle classi dirigenti
dall'Unità alla nascita della Repubblica, con un'attenzione particolare per i
rapporti tra istituzioni e società civile. Tappe fondamentali di questo
percorso, sono segnate già dalle prime monografie: ARDITI E LEGIONARI
DANNUNZIANI (1969) e LE ORIGINI DEI SINDACATI FASCISTI. 1918-1926 (1974). In
evidenza è lo studio dell'entrata in crisi del sistema liberale ed il
conseguente affermarsi del fascismo.
Nel 1965, due anni dopo la scomparsa del sen. Umberto Zanotti Bianco, Cordova fu uno dei promotori del "Comitato", assieme a molti intellettuali e personalità della cultura meridionale (Gaetano Cingari, Dino Gentilomo, Francesco Ziparo, Gaetano Sardiello, ecc.), che riuscì a "salvare" la vecchia sede reggina dell'A.N.I.M.I. (Associazione Nazionale per gli Interessi del Mezzogiorno d'Italia con sede a Roma), ossia "Il Cipresseto" (istituito da Zanotti Bianco subito dopo il sisma del 1908).
Alcuni anni dopo, messa su famiglia, decise di risiedere a Grottaferrata: piccolo centro collinare in provincia di Roma. La scelta della località rispondeva ad una duplice esigenza: raggiungere facilmente la Facoltà di "Lettere e Filosofia", presso l'Università capitolina;  potere godere della tranquillità e dell'aria buona di Grottaferrata. Due requisiti di non secondaria importanza, poiché avrebbero favorito le sue ricerche e i suoi lavori storici.
A partire dagli anni Sessanta pubblicò diverse opere e numerosi articoli, che hanno interessato diversi filoni di storia contemporanea, su giornali e riviste specializzate: dal fascismo al PCI; dalla Calabria alla crisi di fine secolo XIX; dai legionari dannunziani alla Massoneria, ecc. Tutte pubblicazioni apprezzate sia per la serietà delle ricerche archivistiche e sia per il rigore scientifico sempre dimostrato. Nel contempo iniziò a collaborare con diverse riviste di storia e con i quotidiani Paese Sera e L'Unità.
Nel 1993 gli fu assegnato il prestigioso Premio intitolato a "Giacomo Treves" per avere pubblicato, proprio in quegli anni, la migliore opera sulla Massoneria italiana.
Per molti anni ha presieduto l'Istituto Calabrese per la Storia dell'antifascismo e dell'Italia contemporanea ed ha diretto la Rivista Giornale di Storia Contemporanea.
Ha partecipato, sia come docente e sia come componente della "Deputazione di Storia Patria per la Calabria a numerosi convegni nazionali ed internazionali. Tuttavia riusciva sempre, nonostante i numerosi impegni, ad effettuare ricerche d'archivio e bibliografiche in diverse località. Non di rado - anche quando si recava per le ferie nella sua città d'origine - lo si poteva incontrare nelle sale della Biblioteca Comunale "Pietro De Nava" intento a consultare libri e giornali dell'emeroteca, oppure carte e documenti presso il locale Archivio di Stato.
Nel 2005 gli è stato assegnato il Premio della Fondazione "Bruno Buozzi" per la saggistica, con riferimento al volume: Verso lo Stato totalitario. Sindacati, società e fascismo, edito da Rubbettino.
Il 18 giugno del 2011 ha partecipato al Convegno sul tema: Uomini e logge calabresi nell'Italia unita, tenutosi al Teatro Comunale "Francesco Cilea" di Reggio Calabria. Nella stessa occasione, assieme al suo collega Lucio Villari, è stato protagonista di una tavola rotonda sull'Unità d'Italia: dopo 150 anni per restare insieme, all'interno delle manifestazioni organizzate dal Grande Oriente d'Italia-Palazzo Giustiniani. Questa è stata l'ultima fatica dello storico reggino. Rientrato a Roma, infatti, accusò un malore da cui non si riprese più.
Morì a Grottaferrata (Roma) l'11 luglio del 2011.

## Riconoscimenti
- 1993: "Premio Giacomo Treves" per il miglior volume sulla Massoneria pubblicato in quegli anni
- 2003: Premio Nazionale Rhegium Julii per gli Studi Meridionalistici Il fascismo nel Mezzogiorno: le Calabrie,[6]
- 2005: Premio "Fondazione Bruno Buozzi"  per la saggistica.

### Scritti di Ferdinando Cordova
- Cesare Pavese, giovane d'oggi, in "Historica", f. I, anno 1958.
- Il diario di Anna Frank, in "Historica", f. 5., 1958.
- Due storici calabresi: Oreste Dito e Lorenzo Salazar, in alcune corrispondenze inedite con Benedetto Croce e Giovanni Gentile, in "Historica", fasc. I, 1964.
- Arditi e legionari dannunziani, Padova, Marsilio, 1969;
- Momenti di Storia contemporanea calabrese ed altri saggi, Chiaravalle Centrale (CZ), Frama, 1971;
- Le origini dei sindacati fascisti, Roma-Bari, Laterza, 1974;
- Alle origini del PCI in Calabria (1918-1926), Roma, Bulzoni, 1977;
- Massoneria e politica in Italia: 1892-1908, Roma-Bari, Laterza, 1985; ISBN 88-420-2559-3.
- Società civile e stampa politica nella Calabria liberale. I rapporti dei Prefetti, in "Archivio Storico per la Calabria e la Lucania", A. LIV (1987), Associazione Nazionale per gli Interessi del Mezzogiorno d'Italia, Roma, 1987.
- Agli ordini del serpente verde. La Massoneria nella crisi del sistema giolittiano, Roma, Bulzoni, 1990; ISBN 88-7119-176-5.
- La crisi Massonica del 1908. Una riflessione inedita di Oreste Dito, in "Historica", f. 2, 1991.
- Alle radici del malpaese. Una storia italiana, Roma, Bulzoni, 1994;
- "Massoneria e fascismo", in Rivista Historica, A. L (1997), f.1, pp. 3–19.
- Sottosviluppo e fascismo nel Mezzogiorno, in AA.VV., Storia della Calabria moderna e contemporanea, Roma-Reggio Cal., Gangemi Editore, 1992.
- Massoneria in Calabria: personaggi e documenti. 1863-1950, Cosenza, Pellegrini, 1995. ISBN 88-8101-048-8
- Il fascismo nel Mezzogiorno: le Calabrie, Soveria Mannelli, Rubbettino, 2003.
- Verso lo Stato totalitario. Sindacati, società e fascismo, Soveria Mannelli, Rubbettino, 2005.
- Il  "consenso"  imperfetto.  Quattro  capitoli  sul  fascismo,  Soveria Mannelli, Rubbettino, 2010. ISBN 88-4982-514-5